# British Academy Film Award/Bester Nebendarsteller

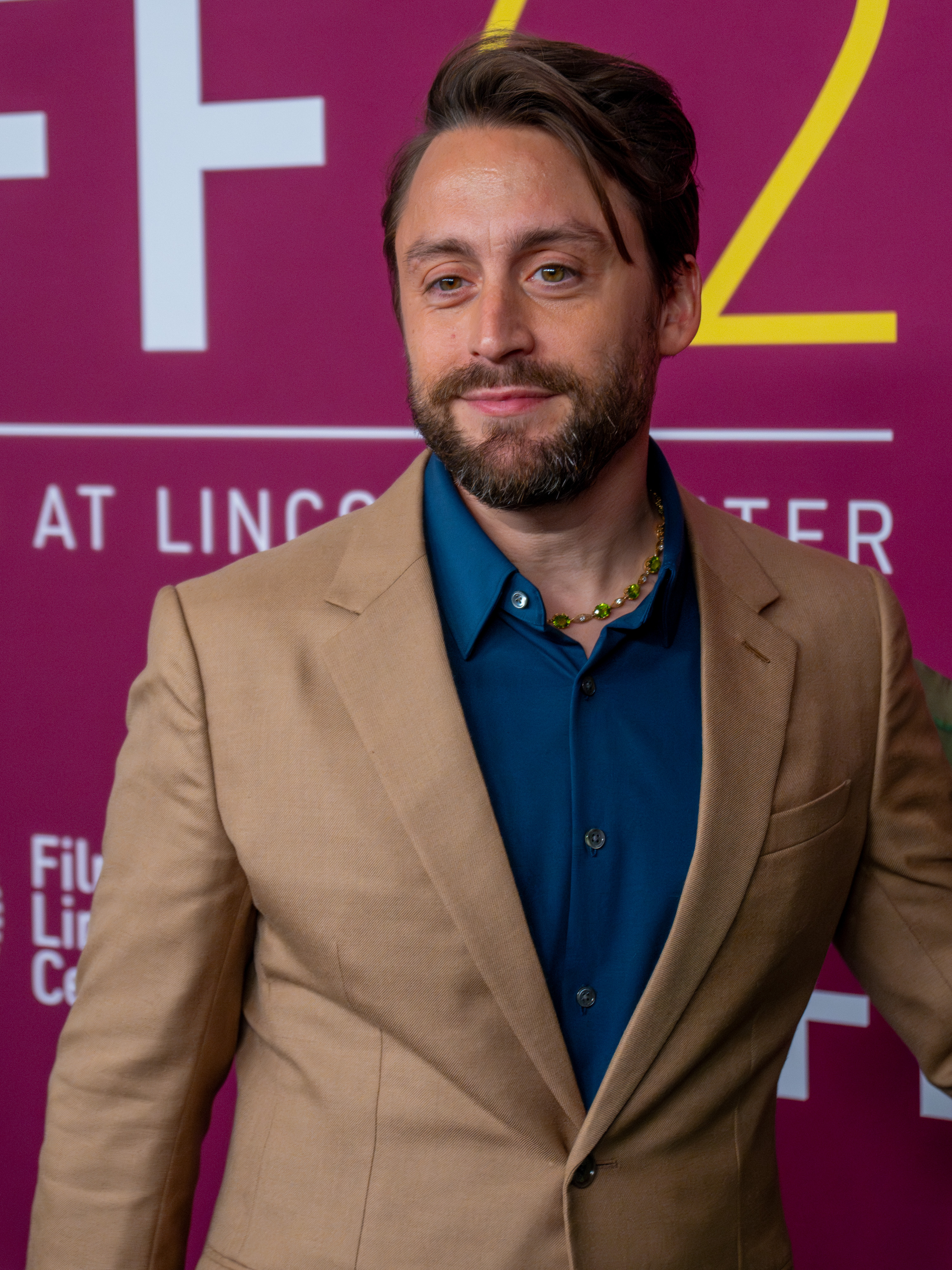
Preisträger des Jahres 2025: Kieran Culkin (A Real Pain)

Gewinner und Nominierte in der Kategorie Bester Nebendarsteller (Supporting Actor) bei den British Academy Film Awards (BAFTA Awards), die nach Umstrukturierung der Preisverleihung im Jahr 1968 eingeführt wurde. Ausgezeichnet werden die herausragendsten Schauspielleistungen des vergangenen Kalenderjahres, wobei die Anzahl der Nominierungen im Jahr 2000 von vier auf fünf erhöht wurde. Doppelnominierungen für verschiedene Filmproduktionen erreichten in den Jahren 1999 und 2006 der Australier Geoffrey Rush und der US-Amerikaner George Clooney. Als bisher einziger deutschsprachiger Akteur konnte sich Christoph Waltz (2010 für Inglourious Basterds und 2013 für Django Unchained) in die Siegerliste eintragen. 1987 errang sein Landsmann Klaus Maria Brandauer (Jenseits von Afrika) eine Nominierung. 2014 ebenfalls an Nominierungen gelangten der Deutsche Daniel Brühl (Rush – Alles für den Sieg) und der Deutsch-Ire Michael Fassbender (12 Years a Slave).
17 Mal stimmte der Gewinner mit dem späteren Oscar-Preisträger überein, zuletzt 2024 mit dem Sieg von Robert Downey Jr. (Oppenheimer). Postum ausgezeichnet wurde 2009 der Australier Heath Ledger (The Dark Knight). Postume Nominierungen erhielten die Briten Ralph Richardson (1985 für Greystoke – Die Legende von Tarzan, Herr der Affen) und Oliver Reed (2001 für Gladiator).
| Statistik                         | Name                   | Anzahl | Jahr                                     |
| --------------------------------- | ---------------------- | ------ | ---------------------------------------- |
| Häufigste Auszeichnungen          | Denholm Elliott        | 3      | 1984, 1985, 1986                         |
| Häufigste Nominierungen           | Denholm Elliott        | 7      | 1974, 1980, 1981, 1984, 1985, 1986, 1987 |
| Häufigste Nominierungen ohne Sieg | Alan Alda              | 2      | 1991, 2005                               |
| Häufigste Nominierungen ohne Sieg | Martin Balsam          | 2      | 1976, 1977                               |
| Häufigste Nominierungen ohne Sieg | Ian Bannen             | 2      | 1974, 1988                               |
| Häufigste Nominierungen ohne Sieg | Simon Callow           | 2      | 1987, 1995                               |
| Häufigste Nominierungen ohne Sieg | George Clooney         | 2      | 2006, 2006                               |
| Häufigste Nominierungen ohne Sieg | Sean Connery           | 2      | 1988, 1990                               |
| Häufigste Nominierungen ohne Sieg | Albert Finney          | 2      | 2001, 2004                               |
| Häufigste Nominierungen ohne Sieg | Ed Harris              | 2      | 1999, 2003                               |
| Häufigste Nominierungen ohne Sieg | Philip Seymour Hoffman | 2      | 2008, 2009                               |
| Häufigste Nominierungen ohne Sieg | Tommy Lee Jones        | 2      | 1993, 1994                               |
| Häufigste Nominierungen ohne Sieg | Ralph Richardson       | 2      | 1973, 1985                               |
| Häufigste Nominierungen ohne Sieg | Jason Robards          | 2      | 1977, 1979                               |

Die unten aufgeführten Filme werden mit ihrem deutschen Verleihtitel (sofern ermittelbar) angegeben, danach folgt in Klammern in kursiver Schrift der fremdsprachige Originaltitel. Die Nennung des Originaltitels entfällt, wenn deutscher und fremdsprachiger Filmtitel identisch sind. Die Gewinner stehen hervorgehoben an erster Stelle.

## 1960er-Jahre
1969
Ian Holm – Ereignisse beim Bewachen der Bofors-Kanone (The Bofors Gun)
- Anthony Hopkins – Der Löwe im Winter (The Lion in Winter)
- John McEnery – Romeo und Julia (Romeo and Juliet!)
- George Segal – Bizarre Morde (No Way to Treat a Lady)

## 1970er-Jahre
1970
Laurence Olivier – Oh! What a Lovely War
- Jack Klugman – Zum Teufel mit der Unschuld (Goodbye, Columbus)
- Jack Nicholson – Easy Rider
- Robert Vaughn – Bullitt

1971
Colin Welland – Kes
- Bernard Cribbins – The Railway Children
- John Mills – Ryans Tochter (Ryan’s Daughter)
- Gig Young – Nur Pferden gibt man den Gnadenschuß (They Shoot Horses, Don’t They?)

1972
Edward Fox – Der Mittler (The Go-Between)
- Michael Gough – Der Mittler (The Go-Between)
- Ian Hendry – Get Carter
- John Hurt – John Christie, der Frauenwürger von London (10 Rillington Place)

1973
Ben Johnson – Die letzte Vorstellung (The Last Picture Show)
- Max Adrian – Boyfriend (The Boyfriend)
- Robert Duvall – Der Pate (The Godfather)
- Ralph Richardson – Die große Liebe der Lady Caroline (Lady Caroline Lamb)

1974
Arthur Lowe – Der Erfolgreiche (O Lucky Man!)
- Ian Bannen – Sein Leben in meiner Gewalt (The Offence)
- Denholm Elliott – Ein Puppenheim (A Doll’s House)
- Michael Lonsdale – Der Schakal (The Day of the Jackal)

1975
John Gielgud – Mord im Orient-Expreß (Murder on the Orient Express)
- Adam Faith – Stardust
- John Huston – Chinatown
- Randy Quaid – Das letzte Kommando (The Last Detail)

1976
Fred Astaire – Flammendes Inferno (The Towering Inferno)
- Martin Balsam – Stoppt die Todesfahrt der U-Bahn 123 (The Taking of Pelham 123)
- Burgess Meredith – Der Tag der Heuschrecke (The Day of The Locust)
- Jack Warden – Shampoo

1977
Brad Dourif – Einer flog über das Kuckucksnest (One Flew Over The Cuckoo’s Nest)
- Martin Balsam – Die Unbestechlichen (All the President’s Men)
- Michael Hordern – Cinderellas silberner Schuh (The Slipper and The Rose)
- Jason Robards – Die Unbestechlichen (All the President’s Men)

1978
Edward Fox – Die Brücke von Arnheim (A Bridge Too Far)
- Colin Blakely – Equus – Blinde Pferde (Equus)
- Robert Duvall – Network
- Zero Mostel – Der Strohmann (The Front)

1979
John Hurt – 12 Uhr nachts – Midnight Express (Midnight Express)
- Gene Hackman – Superman
- Jason Robards – Julia
- François Truffaut – Unheimliche Begegnung der dritten Art (Close Encounters of the Third Kind)

## 1980er-Jahre
1980
Robert Duvall – Apocalypse Now
- Denholm Elliott – Saint Jack
- John Hurt – Alien – Das unheimliche Wesen aus einer fremden Welt (Alien)
- Christopher Walken – Die durch die Hölle gehen (The Deer Hunter)

1981
Preis nicht vergeben

1982
Ian Holm – Die Stunde des Siegers (Chariots of Fire)
- Denholm Elliott – Jäger des verlorenen Schatzes (Raiders of the Lost Ark)
- John Gielgud – Arthur – Kein Kind von Traurigkeit (Arthur)
- Nigel Havers – Die Stunde des Siegers (Chariots of Fire)

1983
Jack Nicholson – Reds
- Frank Finlay – Schatten der Vergangenheit (The Return of the Soldier)
- Edward Fox – Gandhi
- Roshan Seth – Gandhi

1984
Denholm Elliott – Die Glücksritter (Trading Places)
- Bob Hoskins – Der Honorarkonsul (The Honorary Consul)
- Burt Lancaster – Local Hero
- Jerry Lewis – The King of Comedy

1985
Denholm Elliott – Magere Zeiten – Der Film mit dem Schwein (A Private Function)
- Michael Elphick – Gorky Park
- Ian Holm – Greystoke – Die Legende von Tarzan, Herr der Affen (Greystoke: The Legend of Tarzan, Lord of the Apes)
- Ralph Richardson – Greystoke – Die Legende von Tarzan, Herr der Affen (Greystoke: The Legend of Tarzan, Lord of the Apes)

1986
Denholm Elliott – Button – Im Sumpf der Atommafia (Defence of the Realm)
- James Fox – Reise nach Indien (A Passage to India)
- John Gielgud – Eine demanzipierte Frau (Plenty)
- Saeed Jaffrey – Mein wunderbarer Waschsalon (My Beautiful Laundrette)

1987
Ray McAnally – Mission (The Mission)
- Klaus Maria Brandauer – Jenseits von Afrika (Out of Africa)
- Simon Callow – Zimmer mit Aussicht (A Room with a View)
- Denholm Elliott – Zimmer mit Aussicht (A Room with a View)

1988
Daniel Auteuil – Jean Florette (Jean de Florette)
- Ian Bannen – Hope and Glory
- Sean Connery – The Untouchables – Die Unbestechlichen (The Untouchables)
- John Thaw – Schrei nach Freiheit (Cry Freedom)

1989
Michael Palin – Ein Fisch namens Wanda (A Fish Called Wanda)
- Joss Ackland – Die letzten Tage in Kenya (White Mischief)
- Peter O’Toole – Der letzte Kaiser (The Last Emperor)
- David Suchet – Zwei Welten (A World Apart)

## 1990er-Jahre
1990
Ray McAnally – Mein linker Fuß (My Left Foot)
- Marlon Brando – Weiße Zeit der Dürre (A Dry White Season)
- Sean Connery – Indiana Jones und der letzte Kreuzzug (Indiana Jones and the Last Crusade)
- Jack Nicholson – Batman

1991
Salvatore Cascio – Cinema Paradiso (Nuovo cinema Paradiso)
- Alan Alda – Verbrechen und andere Kleinigkeiten (Crimes and Misdemeanors)
- John Hurt – Das Feld (The Field)
- Al Pacino – Dick Tracy

1992
Alan Rickman – Robin Hood – König der Diebe (Robin Hood: Prince of Thieves)
- Alan Bates – Hamlet
- Derek Jacobi – Schatten der Vergangenheit (Dead Again)
- Andrew Strong – Die Commitments (The Commitments)

1993
Gene Hackman – Erbarmungslos (Unforgiven)
- Jaye Davidson – The Crying Game
- Tommy Lee Jones – JFK – Tatort Dallas (JFK)
- Samuel West – Wiedersehen in Howards End (Howards End)

1994
Ralph Fiennes – Schindlers Liste (Schindler’s List)
- Tommy Lee Jones – Auf der Flucht (The Fugitive)
- Ben Kingsley – Schindlers Liste (Schindler’s List)
- John Malkovich – In the Line of Fire – Die zweite Chance (In the Line of Fire)

1995
Samuel L. Jackson – Pulp Fiction
- Simon Callow – Vier Hochzeiten und ein Todesfall (Four Weddings and a Funeral)
- John Hannah – Vier Hochzeiten und ein Todesfall (Four Weddings and a Funeral)
- Paul Scofield – Quiz Show

1996
Tim Roth – Rob Roy
- John Gielgud – King George – Ein Königreich für mehr Verstand (The Madness of King George)
- Martin Landau – Ed Wood
- Alan Rickman – Sinn und Sinnlichkeit (Sense and Sensibility)

1997
Paul Scofield – Hexenjagd (The Crucible)
- John Gielgud – Shine
- Edward Norton – Zwielicht (Primal Fear)
- Alan Rickman – Michael Collins

1998
Tom Wilkinson – Ganz oder gar nicht (The Full Monty)
- Mark Addy – Ganz oder gar nicht (The Full Monty)
- Rupert Everett – Die Hochzeit meines besten Freundes (My Best Friend’s Wedding)
- Burt Reynolds – Boogie Nights

1999
Geoffrey Rush – Shakespeare in Love
- Ed Harris – Die Truman Show (The Truman Show)
- Geoffrey Rush – Elizabeth
- Tom Wilkinson – Shakespeare in Love

## 2000er-Jahre
2000
Jude Law – Der talentierte Mr. Ripley (The Talented Mr. Ripley)
- Wes Bentley – American Beauty
- Michael Caine – Gottes Werk und Teufels Beitrag (The Cider House Rules)
- Rhys Ifans – Notting Hill
- Timothy Spall – Topsy-Turvy – Auf den Kopf gestellt (Topsy-Turvy)

2001
Benicio del Toro – Traffic – Macht des Kartells (Traffic)
- Albert Finney – Erin Brockovich
- Gary Lewis – Billy Elliot – I Will Dance (Billy Elliot)
- Joaquín Phoenix – Gladiator
- Oliver Reed – Gladiator

2002
Jim Broadbent – Moulin Rouge (Moulin Rouge!)
- Hugh Bonneville – Iris
- Robbie Coltrane – Harry Potter und der Stein der Weisen (Harry Potter and the Sorcerer’s Stone)
- Colin Firth – Bridget Jones – Schokolade zum Frühstück (Bridget Jones’s Diary)
- Eddie Murphy – Shrek – Der tollkühne Held (Shrek)

2003
Christopher Walken – Catch Me If You Can
- Ed Harris – The Hours – Von Ewigkeit zu Ewigkeit (The Hours)
- Chris Cooper – Adaption – Der Orchideen-Dieb (Adaptation)
- Alfred Molina – Frida
- Paul Newman – Road to Perdition

2004
Bill Nighy – Tatsächlich… Liebe (Love Actually)
- Paul Bettany – Master and Commander – Bis ans Ende der Welt (Master and Commander: The Far Side of the World)
- Albert Finney – Big Fish
- Ian McKellen – Der Herr der Ringe – Die Rückkehr des Königs (The Lord of the Rings: The Return of the King)
- Tim Robbins – Mystic River

2005
Clive Owen – Hautnah (Closer)
- Phil Davis – Vera Drake
- Alan Alda – Aviator (The Aviator)
- Rodrigo de la Serna – Die Reise des jungen Che (Diarios de motocicleta)
- Jamie Foxx – Collateral

2006
Jake Gyllenhaal – Brokeback Mountain
- Don Cheadle – L.A. Crash (Crash)
- George Clooney – Good Night, and Good Luck (Good Night, and Good Luck.)
- George Clooney – Syriana
- Matt Dillon – L.A. Crash (Crash)

2007
Alan Arkin – Little Miss Sunshine
- James McAvoy – Der letzte König von Schottland – In den Fängen der Macht (The Last King of Scotland)
- Jack Nicholson – Departed – Unter Feinden (The Departed)
- Leslie Phillips – Venus
- Michael Sheen – Die Queen (The Queen)

2008
Javier Bardem – No Country for Old Men
- Paul Dano – There Will Be Blood
- Philip Seymour Hoffman – Der Krieg des Charlie Wilson (Charlie Wilson’s War)
- Tommy Lee Jones – No Country for Old Men
- Tom Wilkinson – Michael Clayton

2009
Heath Ledger – The Dark Knight
- Robert Downey Jr. – Tropic Thunder
- Brendan Gleeson – Brügge sehen… und sterben? (In Bruges)
- Philip Seymour Hoffman – Glaubensfrage (Doubt)
- Brad Pitt – Burn After Reading – Wer verbrennt sich hier die Finger? (Burn After Reading)

## 2010er-Jahre
2010
Christoph Waltz – Inglourious Basterds
- Alec Baldwin – Wenn Liebe so einfach wäre (It’s Complicated)
- Christian McKay – Ich & Orson Welles (Me and Orson Welles)
- Alfred Molina – An Education
- Stanley Tucci – In meinem Himmel (The Lovely Bones)

2011
Christian Bale – The Fighter
- Geoffrey Rush – The King’s Speech
- Andrew Garfield – The Social Network
- Pete Postlethwaite – The Town – Stadt ohne Gnade (The Town)
- Mark Ruffalo – The Kids Are All Right

2012
Christopher Plummer – Beginners
- Kenneth Branagh – My Week with Marilyn
- Jim Broadbent – Die Eiserne Lady (The Iron Lady)
- Jonah Hill – Die Kunst zu gewinnen – Moneyball (Moneyball)
- Philip Seymour Hoffman – The Ides of March – Tage des Verrats (The Ides of March)

2013
Christoph Waltz – Django Unchained
- Alan Arkin – Argo
- Javier Bardem – James Bond 007 – Skyfall (Skyfall)
- Philip Seymour Hoffman – The Master
- Tommy Lee Jones – Lincoln

2014
Barkhad Abdi – Captain Phillips
- Matt Damon – Liberace – Zu viel des Guten ist wundervoll (Behind the Candelabra)
- Bradley Cooper – American Hustle
- Daniel Brühl – Rush – Alles für den Sieg (Rush)
- Michael Fassbender – 12 Years a Slave

2015
J. K. Simmons – Whiplash
- Steve Carell – Foxcatcher
- Ethan Hawke – Boyhood
- Edward Norton – Birdman oder (Die unverhoffte Macht der Ahnungslosigkeit) (Birdman or (The Unexpected Virtue of Ignorance))
- Mark Ruffalo – Foxcatcher

2016
Mark Rylance – Bridge of Spies – Der Unterhändler (Bridge of Spies)
- Benicio del Toro – Sicario
- Christian Bale – The Big Short
- Idris Elba – Beasts of No Nation
- Mark Ruffalo – Spotlight

2017
Dev Patel – Lion – Der lange Weg nach Hause (Lion)
- Mahershala Ali – Moonlight
- Jeff Bridges – Hell or High Water
- Hugh Grant – Florence Foster Jenkins
- Aaron Taylor-Johnson – Nocturnal Animals

2018
Sam Rockwell – Three Billboards Outside Ebbing, Missouri
- Willem Dafoe – The Florida Project
- Hugh Grant – Paddington 2
- Woody Harrelson – Three Billboards Outside Ebbing, Missouri
- Christopher Plummer – Alles Geld der Welt (All the Money in the World)

2019
Mahershala Ali – Green Book – Eine besondere Freundschaft (Green Book)
- Timothée Chalamet – Beautiful Boy
- Adam Driver – BlacKkKlansman
- Richard E. Grant – Can You Ever Forgive Me?
- Sam Rockwell – Vice – Der zweite Mann (Vice)

## 2020er-Jahre
2020
Brad Pitt – Once Upon a Time in Hollywood
- Tom Hanks – Der wunderbare Mr. Rogers (A Beautiful Day in the Neighborhood)
- Anthony Hopkins – Die zwei Päpste
- Al Pacino – The Irishman
- Joe Pesci – The Irishman

2021
Daniel Kaluuya – Judas and the Black Messiah
- Barry Keoghan – Calm with Horses
- Alan Kim – Minari – Wo wir Wurzeln schlagen (Minari)
- Leslie Odom Jr. – One Night in Miami
- Clarke Peters – Da 5 Bloods
- Paul Raci – Sound of Metal

2022
Troy Kotsur – Coda
- Mike Faist – West Side Story
- Ciarán Hinds – Belfast
- Woody Norman – Come on, Come on
- Jesse Plemons – The Power of the Dog
- Kodi Smit-McPhee – The Power of the Dog

2023
Barry Keoghan – The Banshees of Inisherin
- Brendan Gleeson – The Banshees of Inisherin
- Ke Huy Quan – Everything Everywhere All at Once
- Eddie Redmayne – The Good Nurse
- Albrecht Schuch – Im Westen nichts Neues
- Micheal Ward – Empire of Light

2024
Robert Downey Jr. – Oppenheimer
- Robert De Niro – Killers of the Flower Moon
- Jacob Elordi – Saltburn
- Ryan Gosling – Barbie
- Paul Mescal – All of Us Strangers
- Dominic Sessa – The Holdovers

2025
Kieran Culkin – A Real Pain
- Juri Borissow – Anora
- Clarence Maclin – Sing Sing
- Edward Norton – Like A Complete Unknown (A Complete Unknown)
- Guy Pearce – Der Brutalist (The Brutalist)
- Jeremy Strong – The Apprentice – The Trump Story (The Apprentice)